# Naryn (rzeka w Kazachstanie)
Naryn (kaz.: Нарын; ros.: Нарым, Narym) – rzeka we wschodnim Kazachstanie, prawy dopływ Irtyszu. Długość – 100 km. 
Naryn wypływa u styku Gór Narymskich i gór Sarymsakty w południowym Ałtaju. Płynie na zachód szeroką do 20 km doliną o piaszczysto-gliniastym podłożu i uchodzi do Zbiornika Buchtarmińskiego na Irtyszu koło wsi Bolszenarymskoje.